# Heliconius meliorina
Heliconius meliorina är en fjärilsart som beskrevs av Heinrich Neustetter 1928. Heliconius meliorina ingår i släktet Heliconius och familjen praktfjärilar. Inga underarter finns listade i Catalogue of Life.